# Xàquera vella
La xàquera o xàquera vella és una dansa popular valenciana.
Musicalment, és de ritme lent, d'aire solemne, executada per la dolçaina i el tabalet. Fins a final del segle xix es ballava per tot el País Valencià. La presidien el rector i el batle, i la parella de cap de dansa era formada per persones casades.
Dintre de la dansa dels Nanos del Corpus Christi de València es balla la xàquera vella, a més de un fandanguet.